# Zubarev
Zubarev je priimek več oseb:
- Dimitrij Nikolajevič Zubarev, ruski fizik
- Nikolaj Prokofevič Zubarev, sovjetski general